# Константиновська сільська рада (Кулундинський район)
Константи́новська сільська рада (рос. Константиновский сельский совет) — сільське поселення у складі Кулундинського району Алтайського краю Росії.
Адміністративний центр — село Константиновка.

## Населення
Населення — 985 осіб (2019; 1139 в 2010, 1274 у 2002).

## Склад
До складу сільської ради входять:
| Населений пункт      | Населення, осіб (2002) | Населення, осіб (2010) |
| -------------------- | ---------------------- | ---------------------- |
| Білоцерковка, село   | 114                    | 93                     |
| Кільти, селище       | 18                     | 8                      |
| Константиновка, село | 434                    | 376                    |
| Красна Слобода, село | 120                    | 93                     |
| Кротовка, село       | 208                    | 182                    |
| Мишкино, село        | 380                    | 387                    |